# À Monseigneur le Dauphin
À Monseigneur le Dauphin est la fable de La Fontaine qui ouvre le livre I situé en prologue du premier recueil des Fables de La Fontaine, publié pour la première fois en 1668.
La Fontaine s'adresse au Dauphin Louis de France, fils de Louis XIV et de Marie-Thérèse, alors âgé de sept ans, auquel il dédicace ce premier recueil contenant les livres I à VI.
Cette fable commence par une allusion au premier vers de l'Énéide de Virgile : « Je chante les héros... », le texte présente également une partie de la méthode et de la vision de La Fontaine.

## Texte de la fable

### A Monseigneur le Dauphin
Je chante les Héros dont Esope est le Père,

Troupe de qui l'Histoire, encor que mensongère,

Contient des vérités qui servent de leçons.

Tout parle en mon Ouvrage, et même les Poissons :

Ce qu'ils disent s'adresse à tous tant que nous sommes.

Je me sers d'Animaux pour instruire les Hommes.

Illustre rejeton d'un Prince aimé des cieux,

Sur qui le monde entier a maintenant les yeux,

Et qui, faisant fléchir les plus superbes Têtes,

Comptera désormais ses jours par ses conquêtes,

Quelque autre te dira d'une plus forte voix

Les faits de tes Aïeux et les vertus des Rois.

Je vais t'entretenir de moindres Aventures,

Te tracer en ces vers de légères peintures.

Et, si de t'agréer je n'emporte le prix,

J'aurai du moins l'honneur de l'avoir entrepris.